# シャドウフォース 変身忍者
『シャドウフォース 変身忍者』（SHADOW FORCE へんしんにんじゃ）は、株式会社テクノスジャパンが業務用ビデオゲーム機（アーケードゲーム）向けに稼働したベルトフロア型アクションゲーム。
『熱血硬派くにおくん』、『双截龍』シリーズ、『コンバットライブス』に続く、テクノスジャパンのベルトフロア型アクションゲームだが、2025年4月までは家庭用に移植されていないレアゲームであった。
本作は（稼働当時からみれば近未来の）2018年の世界を舞台としており、プレイヤーは4人のキャラクターから1人を選択し、悪の組織ティーサーの打倒を目指す内容となっている。
2P同時プレイが可能なほか、選んだキャラクターによってエンディングが変化する。
このほかにも、敵に乗り移るシステムやコマンド技などが特徴であった。

## 登場人物
魁（KAI）
主人公である青い衣装のサイボーグ忍者。伊賀忍法の使い手で、棒術使い。
特殊攻撃として、連続突きと回転棒攻撃がある。
天狗（TENGU）
赤いボディが特徴の天狗型サイボーグ。元はレジスタンスのリーダー。
特殊攻撃として、タイフーンラリアットとボディークラッシュとリバースホイップがある。
コヨーテ（COYOTE）
獣のような姿の改造人間。ティーサーによって肉体を改造されたが、洗脳される前に脱走して復讐のために戦う。
特殊攻撃として、ネッククローとスピンターンキックとスピンボディアタックがある。
ブルネット（BRUNET）
二刀流を使うくノ一で、プレイヤーキャラクターの中では紅一点。彼女のみ改造人間ではない。
特殊攻撃として、回転旋風脚とウイングソードがある。

## 移植版
| No. | タイトル                                                  | 発売日            | 対応機種                            | 開発元 | 発売元                 | メディア                                       | 型式 | 備考 |
| --- | --------------------------------------------------------- | ----------------- | ----------------------------------- | ------ | ---------------------- | ---------------------------------------------- | ---- | ---- |
| 1   | テクノス ザ・ワールド くにおくん & アーケードコレクション | INT 2025年4月24日 | PlayStation 5 Nintendo Switch Steam | -      | アークシステムワークス | ダウンロード Switch専用ゲームカード UHD BD-ROM | -    |      |